# 披针毛鳞蕨
披针毛鳞蕨（学名：Tricholepidium angustifolium var. lanceolatum）为水龙骨科毛鳞蕨属下的一个变种。

## 扩展阅读
- 維基物種上的相關：披针毛鳞蕨